# 6. domobranska poljska topnička pukovnija
6. domobranska poljska topnička pukovnija (Honved Feldkanonenregimenter Nr. 6 – 6. honvéd tábori ágyúsezred) bila je pukovnija u sastavu Kraljevskog hrvatskog domobranstva. Stožer pukovnije bio je u Zagrebu. Sastojala se od dva topnička sklopa, 7. i 8.

## Povijest
Osnovana je 1914. iz 7. i 8. topničkog sklopa (Feldkanonen Division), osnovanih 1912.

### Prvi svjetski rat
Zapovjednik pukovnije 1914. bio je potpukovnik Rudolf Sekulić. Iste godine (sa sva svoja 4 eskadrona), zajedno s 37. poljsko-topničkom pukovnijom, uključena je u 42. poljsko-topničku brigadu pod zapovjedništvom pukovnika Friedricha Neumanna. 42. brigada je ušla u sastav 42. domobranske pješačke "Vražje" divizije, koja je s 5. armijom poslana u Srbiju.
42. divizija je bila pod zapovjedništvom general-pukovnika Stjepana Sarkotića. To je jedna od najpoznatijih vojnih postrojba hrvatske ratne prošlosti. Svoj ratni put počela je na srbijanskom ratištu, u Srijemu, kao dio snaga prvog udara. Kasnije sudjeluje u bitkama na Ceru i Kolubari, a zatim je upućena u Galiciju. Početkom 1918. godine bila je prebačena na talijansko ratište, gdje ostaje do kraja rata.

### Oslobađanje Međimurja
U prosincu 1918., časnici i domobrani sad već bivše 6. topničke pukovnije sudjelovali su u oslobađanju Međimurja od mađarske okupacije. Hrvatskim snagama pridružile su se dvije bitnice poljskog topništva i 2 bitnice teškog topništva.

## Raspuštanje
Stvaranjem Države Slovenaca, Hrvata i Srba pokrenut je krajem 1918. proces demobilizacije u kojem je raspušteno Hrvatsko domobranstvo. Raspuštanje domobranstva počelo je u studenome 1918. i nastavilo se u prvim mjesecima 1919. Početkom siječnja 1919. naređeno je ukidanje domobranskih pukovnija (kao i onih iz zajedničke austrougarske vojske).